# Grenzenlos (Comic)
Grenzenlos (englisch Boundless) ist ein kanadischer Comic von Jillian Tamaki, der neun größtenteils exklusive Kurzgeschichten sammelt. Die voneinander unabhängigen Geschichten sind durch das Thema weiblicher Selbstfindung miteinander verbunden. Drawn and Quarterly veröffentlichte die Graphic Novel im Frühjahr 2017, noch im gleichen Jahr erschien die deutsche Übersetzung bei Reprodukt.

## Inhalt
Das Comicalbum stellt eine Sammlung von neun Kurzgeschichten dar, die größtenteils exklusiv für den Band entstanden sind. Die Geschichten sind durch das Thema weiblicher Selbstfindung miteinander verbunden, repräsentiert durch neun individuelle Protagonistinnen. Tamaki macht unter anderem Themen wie Gender, Identität oder Sex zum Inhalt ihrer Kurzcomics und greift dabei sowohl auf reale als auch fiktive Elemente zurück. Im Folgenden werden einige Geschichten exemplarisch vorgestellt.
Den Anfang macht der Kurzcomic Die Weltstadt. Darin beschreibt eine namenlose Erzählerin ihren Wunsch, in einer Stadt von Weltklasse zu leben. Die Schilderungen unterlegt Tamaki mit unterschiedlichen Szenen: Man sieht Echsenwesen beim Tanz, einen Menschen, dessen Kopf nur aus seinem Schädel besteht oder eine schlangenähnliche Kreatur, die sich um einen Ast windet.
Im Kapitel Das ClaireFree-System sind die Gedanken einer jungen Frau vollkommen von ihren Hautproblemen dominiert. Ohne großen Erfolg probiert sie zahlreiche Pflegeprodukte aus, ihre Gedanken kreisen zunehmend nur noch um Themen wie Akne, Dermatitis und Schuppenflechte. Schließlich entdeckt sie ClaireFree und beginnt nach einiger Zeit selbst, die Produkte zu vertreiben. Am Ende illustriert Tamaki ein Verkaufsgespräch für die Serie von Hautpflegeprodukten. Die Protagonistin stellt dabei ein suggestives Werbevideo als Teil eines Schneeballsystems vor. Losgelöst vom Inhalt und den Lobpreisungen des Sprechers – „Time and money. It's not hard to think of what we could do with a little more of both… Ask yourself: What do I want?“ – sieht man darin zum Beispiel eine Mutter und ihre Tochter im Weltall schweben oder einen Sitzkreis von Frauen, die augenscheinlich ein unbekanntes Ritual abhalten.
Eine junge Frau entdeckt in 1. Jenny eine Art gespiegeltes Soziales Netzwerk („mirror Facebook“), in der Duplikate von realen Nutzern eine parallele Existenz leben. Jenny wird zunehmend von den Updates und Nachrichten ihrer Doppelgängerin in den Bann gezogen. Vereinnahmt von ihrem Duplikat vernachlässigt die junge Frau immer mehr ihr eigenes Leben, bis sie sich schließlich die Fragen stellt, welchen Wert ihr „echtes“ Leben tatsächlich hat oder wie ihr Leben hätte ausfallen können.
In der Episode Halbwertszeit schildert die Comiczeichnerin, wie eine Frau in einem normalen Umfeld langsam aber stetig schrumpft. Zunächst denken sie selbst und nahestehende Menschen, die Protagonistin würde nur abnehmen, bis offensichtlich wird, dass die Frau tatsächlich immer kleiner wird. Sie schrumpft zunehmend schneller, auf der Straße wird die Betroffene schließlich für ein Kind gehalten. Ihre Schwester näht ihr neue Kleidung, die allerdings nicht lange von Nutzen ist. Irgendwann kann die Frau sogar im Waschbecken baden, in einer Streichholzschachtel schlafen, oder durch die Furchen in ihrem Holztisch laufen. Ärzte versuchen erfolglos, eine Erklärung für das Phänomen zu finden, können aber nur mit einer Schutzvorrichtung gegen Insekten unterstützen.
Darla! erzählt von der Darstellerin einer Porno-Sitcom, die in den 1990er entstand. Letztendlich müssen die Macher der Serie auf einer Fan-Convention deprimiert feststellen, dass junge Menschen Darla! nicht mögen und im negativen Sinn für einen großen Witz halten.
Die Frau in Bettwanzen hatte eine Affäre mit einem ihrer Schüler, was sie ihrem Ehemann bisher allerdings verschweigt. Als das Paar eines Nachts Bettwanzen in ihrem Ehebett entdeckt, wird dies zur Belastungsprobe ihrer Beziehung. Die Episode folgt den Stunden und Gesprächen des Ehepaars von der Entdeckung des Ungeziefers, bis sie letztendlich Bett und Haus desinfizieren. Die Episode endet mit einer Umarmung der beiden, wobei die Frau ihre Affäre immer noch für sich behalten hat.

## Stil
Die meisten der neun Episoden schildert die Comiczeichnerin aus der Ich-Perspektive der jeweiligen Hauptfigur. Für die Ausarbeitung ihrer Figuren spielen Diversität und Feminismus eine tragende Rolle. Ersteres weil die Charaktere dadurch einfach interessanter ausfielen („I always try to put diversity in my figures just because it’s more interesting“), zweiteres wegen der Tendenz in der Comicindustrie, Frauen häufig als (hyper-)sexualisierte Objekte darzustellen („[t]o see [women] as whole human beings is unfortunately less common than it should be“). So wird beispielsweise Body Pods von einer bisexuellen Frau erzählt. In ihrem Rückblick auf vergangene Beziehungen geht sie allerdings nicht auf Sexualität ein, sondern berichtet vom Filmgeschmack ehemaliger Partner. Tamaki behandelt in Grenzenlos zum einen fiktive und magische Stoffe, erzählt zum anderen aber auch von normalen Alltags- und Identitätsproblemen. Sowohl beim Graphikstil, als auch bei der Farbauswahl zeigt das Werk eine große Bandbreite: Von filigran und im Detail ausgearbeitet bis eher locker cartoonhaft; respektive mal in knalligem Rot, dezentem Blau oder Schwarz-Weiß gehalten.
Einige der Geschichten fallen durch einen innovativen und abwechslungsreichen Stil auf („inventive, versatile art“). Tamaki hebt zum Beispiel die Seitengrenzen in Die Weltstadt auf und schafft dadurch einen fließenden Übergang zwischen den Bildern. Gleichzeitig ändert die Künstlerin regelmäßig die Seitenorientierung und erzählt ebenfalls in vertikaler Leserichtung, sodass man den Comic beim Lesen um neunzig Grad drehen muss. Tamaki zeichnet diese Episode mit wildem Strich, in dunkelblauen Linien vor einem kränklich wirkenden Hintergrund, den sie in den Farben Grün und Gelb koloriert („drawn with savage strokes, scribbled in dark blue lines against a sickly yellow green“).
In Das ClaireFree-System wirken Text und Zeichnungen am Ende, als das Werbevideo gezeigt wird, voneinander losgelöst. Während der Sprecher des Werbefilms den Erfolg des Programms und der Produkte anpreist, sieht man etwa eine Mutter und ihr Kind schwebend im Weltall oder zwei Mädchen, die in einer sterilen und seltsam anmutenden Umgebung sitzen. Die Bilder lassen dabei keinen eindeutigen Bezug zu den Hygieneprodukten erkennen.
Geschichten wie Bettwanzen und Darla! setzt Tamaki konventioneller mit üblichen Panelstrukturen in einheitlicher Anordnung um. Für erstere Geschichte verwendet die Künstlerin zum einen melancholische Grau- und Blautöne, koloriert zum anderen aber auch im Kontrast in blassem Orange („contrasting palette of melancholic grey-blue and irritable pale orange“). Der Farbkontrast nimmt bildlich die Spannungen des Ehepaars in der Geschichte auf. Bei Darla! und Body Pods verleiht sie der Angst der Protagonistinnen durch kräftige Linien und grobe Schattierungen buchstäblich Gewicht („literal weight to the characters’ angsts with muscular lines and chunky shading“).

## Veröffentlichungen
Drawn and Quarterly brachte Boundless, eine Sammlung größtenteils exklusiver Kurzcomics, 2017 heraus (248 Seiten, Paperback, ISBN 978-1-77046-287-8). Noch im gleichen Jahr veröffentlichte Reprodukt die deutsche Übersetzung von Sven Scheer unter dem Titel Grenzenlos (248 Seiten, Paperback, ISBN 978-3-95640-134-3). Auf dem Cover ist das Porträt einer jungen Frau zu sehen, die sich ihre Haare zu einem Pferdeschwanz bindet. Im Jahr 2019 veröffentlichte Coconino Press die italienische Ausgabe als Senza limiti (ISBN 978-88-7618-392-8). Die folgende Tabelle liefert eine Gesamtübersicht der einzelnen Kurzgeschichten der englischen und deutschen Ausgabe.
| #  | Titel (deutsch)       | Titel (englisch)      | Seiten |
| -- | --------------------- | --------------------- | ------ |
| 1. | Die Weltstadt         | World-Class City      | 19     |
| 2. | Body Pods             | Body Pods             | 23     |
| 3. | Das ClaireFree-System | The ClaireFree System | 21     |
| 4. | 1. Jenny              | 1. Jenny              | 46     |
| 5. | Halbwertszeit         | Half Life             | 15     |
| 6. | Darla!                | Darla!                | 16     |
| 7. | Bettwanzen            | Bedbug                | 30     |
| 8. | Sex Coven             | Sex Coven             | 31     |
| 9. | Grenzenlos            | Boundless             | 34     |

## Kritiken
Laut Barbara Buchholz in Der Tagesspiegel spannt Tamakis Grenzenlos zusammen mit Ein Sommer am See und SuperMutant Magic Academy einen „weiten Bogen künstlerischen Schaffens, sowohl das Format betreffend als auch Zeichenstil und Themen“. In den „eher essayistischen als erzählerischen“ Geschichten von Grenzenlos spiele die Künstlerin nicht nur mit den Erzählformen, sondern auch „ganz buchstäblich mit Formaten“. Etwa wenn ein Vogel aus unterschiedlichen Perspektiven von links nach rechts über mehrere Doppelseiten fliegt, der Textblock aber vertikal gesetzt ist. Dieses Werk dürfte zwar das am schwersten zugängliche von Tamaki sein, zeige aber dennoch „eine spannende Auseinandersetzung mit Inhalten und Formen – und das Werk einer vielseitigen Illustratorin“. Auch wenn das Cover zu widersprechen scheine, wird für Andreas Platthaus in die Frankfurter Allgemeine Zeitung schon der Titel Grenzenlos der Vielfalt von Tamakis Erzähl- und Zeichenstil gerecht. Bereits die erste Geschichte Die Weltstadt sei ein „Bekenntnis zur Unkonventionalität und Multikultur“. Das gelte auch formal, weil man das Buch zum Lesen von Die Weltstadt um neunzig Grad drehen müsse, um der vertikal erzählten Geschichte folgen zu können. Ein Leporello wäre laut Rezensist die ideale Form für diesen Comic gewesen. Als Vorbild für Tamakis Kurzgeschichten erweise sich vor allem David Mazzucchelli, der schon „denselben eklektizistischen Stil- und Erzählmix vorgeführt hat wie nun Jillian Tamaki“. Im Gegensatz zu Mazzucchelli führe die Vielfalt bei Tamaki „scheinbar zur Ratlosigkeit über den jeweils zu wählenden Strich, weil es keine inhaltliche Notwendigkeit für die individuellen Stile gibt“. Als Manko empfindet Platthaus ebenfalls, dass den Erzählungen eine unmittelbare, inhaltliche Verbindung fehle, dabei bestehen die wenigsten als autonome Geschichten. Insgesamt könne man sich an „ständiger Seitenarchitekturvariation erfreuen […] und die erfreulich lapidaren Dialoge lesen, deren Ton Sven Scheer als Übersetzer gut getroffen hat“. Birte Förster zeigt sich bei Titel-Kulturmagazin von dem Comic „grenzenlos begeistert“. So werde zum Beispiel in Halbwertszeit eine düstere Vorstellung zur Realität und zeige „die Ohnmacht eines Individuums gegenüber den Geschehnissen“. Alles in allem spreche Tamaki viele Themen an, „die unsere Gesellschaft und Zeit bestimmen“, und erweise sich in ihrer jeweiligen Darstellung als „erstaunlich wandelbar“. Sie greife mit jeder Geschichte zu anderen graphischen Mitteln: Mal sei ihr „Stil filigran, konzentriert auf die Details, mal cartoonhafter oder mit Blick fürs Atmosphärische gezeichnet“. Bei Deutschlandfunk hebt Andrea Heinze den Einfluss des Internets auf Tamakis Werk hervor. Die dabei behandelten Themen seien sich dabei in einem Punkt immer ähnlich: Unterschiedliche Menschen, die „neue Identitäten ausprobieren, oft im Internet, manchmal auch in der Realität“. Dabei gehe es der Künstlerin nicht um „überbordende Emotionen, sondern um Muster, nach denen Leben heute funktioniert“.
Die gelungene Sammlung von Kurzgeschichten gewinnt laut Etelka Lehoczky bei NPR zusätzliche Kraft durch den vielfältigen Zeichenstil der Comickünstlerin („stories here gain additional force from Tamaki’s inventive, versatile art“). Wobei manche Episoden künstlerisch vielfältiger ausfielen als andere, so steche unter anderem Das ClaireFree-System positiv hervor. Dank ihrer eleganten Linienführung und einem Händchen für lebendige Bilder fielen selbst schwächere Erzählungen wie Darla! emotional heftig aus („Tamaki’s graceful way with a line and knack for a striking tableau make even the “porn sitcom” storyline feel emotionally hefty“). Trotz ihrer Flüchtigkeit und oberflächlichen Leichtigkeit haben die Geschichten in Grenzenlos für Rachel Cooke in The Guardian gleichzeitig ein scharfen und dunklen Unterton („all have this surface lightness [...] [b]ut something sharper and darker is simultaneously at work below“). Tamaki ginge es dabei nicht nur um die Lacher, sie stelle gleichzeitig auch ernsthafte Fragen: In Halbwertszeit etwa schwinge die Frage mit, wie klein Frauen im wörtlichen und übertragenen Sinn zu sein hätten („Tamaki isn’t playing her tale for laughs alone. She’s also asking a more serious question […]: just how small, literally and metaphorically, are females expected to be?“). Rowan Hisayo Buchanan beschreibt bei The Atlantic Grenzenlos als ambitionierte und vielseitige Sammlung von Geschichten, die sich auf das Innenleben ihrer Hauptfiguren fokussierten („ambitious and eclectic set of tales, it focuses on the interior lives of unexpected subjects“). Die Leser würden konstant mit graphischen Leckerbissen verwöhnt und so bei der Stange gehalten („constantly varying visual treatment that keeps readers on their toes“). Jede Story verschiebe das emotionale und visuelle Register („Each story shifts emotional and visual register“). Bei Bettwanzen etwa ergänzten sich Kunst und Inhalt perfekt („art of “bedbug” perfectly matches the material“). Künstlerische Einflüsse, auch ihrer eigenen vorangegangenen Werke, seien zwar erkennbar, Tamaki werde durch diese aber weder definiert noch eingeengt („though she acknowledges her influences, she’s far from defined by them“). Mit der Sammlung Grenzenlos setze die Comickünstlerin ihren Ansatz, wie auch bei SuperMutant Magic Academy, fort, sich intensiv mit den Leben ihrer weiblichen Figuren zu beschäftigen. Dabei streue sie immer wieder dezent gesellschaftliche Umstände und Erwartungen in ihre Geschichten ein („continues her efforts to explore the full lives of women and, subtly, the societal expectations placed on them“).

## Auszeichnungen
Im Jahr 2018 wurde Tamaki für Boundless mit einem Eisner Award in der Kategorie „Best Graphic Album: Reprint (Bester nachgedruckter Graphic Novel)“ ausgezeichnet.
Darüber hinaus erhielt das Werk im Erscheinungsjahr nennenswerte Leseempfehlungen, zum Beispiel als eine von fünf Graphic Novels bei „Publishers Weekly Best Books“ und „Best Books 2017“ vom Library Journal. Laut Publishers Weekly erforsche Tamaki in dieser außerordentlichen Sammlung von Kurzgeschichten die Schnittmenge von Identität, Technologie und Erinnerung und fange gekonnt die schräge Ambivalenz des modernen Lebens ein („Tamaki explores the intersection of identity, technology, and memory in this remarkable […] collection that captures modern life’s wry ambivalence“). Ihre fokussierte Erzählweise erde die wechselnden Zeichnstile („shifting art styles are grounded by laser-focused storytelling“). Das Werk präsentiere Tamakis erwachsene und schräge Seite, die Strips seien verspielt aber auch nachdenklich („presents the adult, oblique side of her work […]. These strips are playful yet pensive“). Das Library Journal begründet die Lesemepfehlung mit dem Talent der Künstlerin, atemberaubende Illustrationen und nachklingende Geschichten über in die Ecke gedrängte Figuren erschaffen zu können („Tamaki’s talent for crafting stunningly illustrated and resonant tales about characters backed into corners“). Ihre Erzählungen präsentiere Tamaki durchweg mit einer gleichwertigen Mischung aus Humor, Pathos und Mitgefühl („always shot through with equal measures of humor, pathos, and compassion“).